# Quintetto per archi n. 2 (Brahms)
Il Quintetto per archi n. 2 in Sol maggiore opus 111, è una composizione per due violini, due viole ed un violoncello di Johannes Brahms, conosciuto anche col nome di Quintetto del Prater. Il musicista scrisse il brano durante l'estate 1890 a Bad Ischl. Quest'opera, senza l'incontro con il clarinettista Richard Mühlfeld, avrebbe dovuto essere l'ultimo brano scritto dall'autore, come egli stesso aveva pensato. Il critico Eduard Hanslick ne diede un parere estremamente positivo: «il quintetto ha generosa e splendida solidità di fattura, intensità espressiva e ammirevole concisione della forma.» 

## Struttura
1. Allegro non troppo ma con brio (Sol maggiore, in 9/8)
2. Adagio (Re minore, in 2/4)
3. Un poco allegretto (Sol minore, in 3/4)
4. Vivace, ma non troppo (Sol maggiore, in 2/4)

L'esecuzione del brano dura circa 26 minuti.